# Championnat d'Arménie de football 2009
Navigation
Saison précédente Saison suivante
La saison 2009 de Premier-Liga Arménienne est la dix-huitième édition du championnat d'Arménie de football. Lors de cette saison, le Pyunik Erevan va tenter de conserver son titre de champion d'Arménie face aux 7 meilleurs clubs arméniens lors de deux séries de matchs aller-retour se déroulant sur toute l'année. Trois places sont qualificatives pour les compétitions européennes, la quatrième place étant celles du vainqueur de la Coupe d'Arménie 2010.
Le Pyunik Erevan, tenant du titre depuis 8 saisons, remporte à nouveau le championnat après avoir terminé en tête du classement, avec 7 points d'avance sur le Mika Erevan et 12 sur l'Ulisses FC. Il s'agit du 12e titre de champion d'Arménie de l'histoire du Pyunik, qui réussit un nouveau doublé en battant (une nouvelle fois) le Banants Erevan en finale de la Coupe d'Arménie.

## Qualifications en coupe d'Europe
À l'issue de la saison, le champion participera au 2e tour de qualification des champions de la Ligue des champions 2010-2011.
S'il ne s'agit pas du champion d'Arménie, le vainqueur de la Coupe d'Arménie prend la première place en Ligue Europa 2010-2011. S'il s'agit du champion d'Arménie la place revient au finaliste de la coupe. Ensuite, les deux autres places en Ligue Europa reviennent aux places suivantes du championnat, entre la deuxième et la quatrième place selon la position du finaliste de la coupe qualifié.

## Clubs participants
| Club             | Stade        | Capacité | Ville  |
| ---------------- | ------------ | -------- | ------ |
| Ararat Erevan    | Hrazdan      | 69 000   | Erevan |
| Banants Erevan   | Banants      | 6 000    | Erevan |
| Gandzasar Kapan  | Lernagorts   | 3 500    | Kapan  |
| Kilikia Erevan   | Hrazdan      | 69 000   | Erevan |
| Mika Erevan      | Mika         | 2 000    | Erevan |
| Pyunik Erevan    | Hanrapetakan | 15 000   | Erevan |
| Shirak FC Giumri | Giumri       | 5 000    | Giumri |
| Uliss Erevan     | Erebouni     | 1 000    | Erevan |

## Compétition
Le barème de points servant à établir le classement se décompose ainsi :
- Victoire : 3 points
- Match nul : 1 point
- Défaite : 0 point

### Classement
| Rang | Équipe            | Pts | J  | G  | N | P  | Bp | Bc | Diff |
| ---- | ----------------- | --- | -- | -- | - | -- | -- | -- | ---- |
| 1    | Pyunik Erevan T C | 65  | 28 | 20 | 5 | 3  | 64 | 13 | +51  |
| 2    | Mika Erevan       | 58  | 28 | 18 | 4 | 6  | 59 | 34 | +25  |
| 3    | Ulisses FC        | 53  | 28 | 16 | 5 | 7  | 47 | 25 | +22  |
| 4    | Banants Erevan    | 44  | 28 | 13 | 5 | 10 | 40 | 29 | +11  |
| 5    | Gandzasar Kapan   | 38  | 28 | 12 | 2 | 14 | 32 | 47 | -15  |
| 6    | Shirak FC Giumri  | 23  | 28 | 5  | 8 | 15 | 24 | 55 | -31  |
| 7    | Kilikia Erevan    | 20  | 28 | 5  | 5 | 18 | 22 | 51 | -29  |
| 8    | Ararat Erevan     | 14  | 28 | 2  | 8 | 18 | 20 | 54 | -34  |

|  | Qualification pour la Ligue des champions 2010-2011                        |
|  | Qualification pour le 2e tour préliminaire de la Ligue Europa 2010-2011    |
|  | Qualification pour le 3e tour préliminaire de la Ligue Europa 2010-2011    |
|  | Relégation directe en fin de saison                                        |
|  | T Tenant du titre C Vainqueur de la Coupe d'Arménie P Promu de Second-Liga |

### Matchs
| Résultats (▼dom., ►ext.) | ARA | BAN | GAN | KIL | MIK | PYU | SHI | ULI | ARA | BAN | GAN | KIL | MIK | PYU | SHI | ULI |
| Ararat Erevan            |     | 0-3 | 0-2 | 0-2 | 0-1 | 0-2 | 1-3 | 0-1 |     | 1-1 | 1-2 | 1-1 | 2-2 | 1-0 | 2-4 | 1-1 |
| Banants Erevan           | 1-0 |     | 1-0 | 3-0 | 1-2 | 1-4 | 5-1 | 1-3 | 0-0 |     | 0-1 | 5-0 | 2-1 | 1-0 | 0-0 | 2-3 |
| Gandzasar Kapan          | 1-0 | 2-1 |     | 1-0 | 0-2 | 0-4 | 2-1 | 1-2 | 2-3 | 1-2 |     | 4-1 | 3-1 | 0-2 | 4-1 | 0-3 |
| Kilikia Erevan           | 3-2 | 0-2 | 2-1 |     | 1-2 | 1-3 | 1-1 | 0-1 | 0-0 | 1-1 | 0-1 |     | 3-2 | 0-3 | 2-0 | 0-3 |
| Mika Erevan              | 2-0 | 2-3 | 2-0 | 2-1 |     | 2-2 | 3-2 | 0-0 | 5-1 | 3-1 | 3-1 | 2-1 |     | 2-0 | 7-0 | 2-0 |
| Pyunik Erevan            | 0-0 | 1-0 | 0-0 | 1-0 | 3-0 |     | 4-0 | 3-2 | 6-0 | 1-0 | 7-0 | 1-0 | 4-0 |     | 4-0 | 2-1 |
| Shirak FC Giumri         | 1-0 | 1-2 | 0-0 | 3-1 | 0-4 | 0-0 |     | 0-0 | 2-2 | 0-0 | 2-1 | 1-1 | 0-1 | 1-3 |     | 0-1 |
| Ulisses FC               | 3-0 | 0-1 | 5-0 | 1-0 | 1-2 | 0-3 | 3-0 |     | 3-2 | 1-0 | 1-2 | 4-0 | 2-2 | 1-1 | 1-0 |     |

## Bilan de la saison
| Championnat d'Arménie de football 2009 |                           |
| Champion                               | Pyunik Erevan (12e titre) |
| Coupes et trophées                     |                           |
| Vainqueur de la Coupe d'Arménie 2009   | Pyunik Erevan             |
| Qualifications continentales           |                           |
| Ligue des champions 2010-2011          | Pyunik Erevan             |
| Ligue Europa 2010-2011                 | Mika Erevan               |
| Ligue Europa 2010-2011                 | Ulisses FC                |
| Ligue Europa 2010-2011                 | Banants Erevan            |
| Promotions et relégations              |                           |
| Promus en Premier-Liga                 | Impuls Dilidjan           |
| Relégués en Second-Liga                | Ararat Erevan             |